# CRABP1
CRABP1 (англ. Cellular retinoic acid binding protein 1) – білок, який кодується однойменним геном, розташованим у людей на короткому плечі 15-ї хромосоми. Довжина поліпептидного ланцюга білка становить 137 амінокислот, а молекулярна маса — 15 566.
| 10         |  | 20         |  | 30         |  | 40         |  | 50         |
| ---------- |  | ---------- |  | ---------- |  | ---------- |  | ---------- |
| MPNFAGTWKM |  | RSSENFDELL |  | KALGVNAMLR |  | KVAVAAASKP |  | HVEIRQDGDQ |
| FYIKTSTTVR |  | TTEINFKVGE |  | GFEEETVDGR |  | KCRSLATWEN |  | ENKIHCTQTL |
| LEGDGPKTYW |  | TRELANDELI |  | LTFGADDVVC |  | TRIYVRE    |  |            |

A: Аланін

C: Цистеїн

D: Аспарагінова кислота

E: Глутамінова кислота

F: Фенілаланін

G: Гліцин

H: Гістидин

I: Ізолейцин

K: Лізин

L: Лейцин

M: Метіонін

N: Аспарагін

P: Пролін

Q: Глутамін

R: Аргінін

S: Серин

T: Треонін

V: Валін

W: Триптофан

Задіяний у такому біологічному процесі, як транспорт. 
Білок має сайт для зв'язування з ретинолом. 
Локалізований у цитоплазмі.